# 航海遠略策
航海遠略策（こうかいえんりゃくさく）は、江戸時代末期（幕末）に浮上した政治・外交思想。後述するように長州藩の長井雅楽（時庸）が文久元年（1861年）頃に提唱したものが特に有名である。他に佐久間象山、吉田松陰や平野国臣ら先駆的な思想家も同様な主張をしていたが、具体的な建白書の形にし、政治運動にまで盛り上げたのは長井によるものである。異人斬りに象徴される単純な外国人排斥である小攘夷や、幕府が諸外国と締結した不平等条約を破棄させる破約攘夷ではなく、むしろ積極的に広く世界に通商航海して国力を養成し、その上で諸外国と対抗していこうとする「大攘夷」思想に通じる考えで、その精神自体は後の明治維新の富国強兵・殖産興業などにも影響を与えたとも言えるが、この時点においては実行手段の具体性に欠け、また急速な尊王攘夷運動の高まりもあって、大きな政治運動となる前に挫折した。

## 背景
航海遠略策の出現は、まず国内の攘夷思想が急速に広まりつつあったことが背景にある。安政年間の日米和親条約（1854年）、日米修好通商条約（1858年）で開国して以来、諸外国との通航・貿易が開始された結果、治安の悪化・諸物価の高騰を招いたことや、また条約の不平等性や締結の経緯（大老井伊直弼が天皇の勅許のないまま認可）への反発などもあり、感情的な外国嫌いから異人斬りが頻発するなど、攘夷運動が盛んとなりつつあった。しかし幕府が諸外国と締結した条約を破棄することは国際信義の上からも幕府権威低下を防ぐためにも不可能であった。井伊直弼は安政の大獄でこれら攘夷思想を弾圧するが、逆に反感を招き、桜田門外の変で暗殺され、かえって幕府の権威は低下してしまう。そこで幕府は朝廷の権威を借りて幕権強化を図ろうと、公武合体を画策する。また幕府の権威後退に伴い、相対的に雄藩の政治力が高まり、特に長州藩や薩摩藩などが京都・江戸などで政治活動を開始する余地が生じていた。
航海遠略策は、これら攘夷運動の高まりへの対処、幕府権力の弱体化による公武合体論の勃興、雄藩の政治活動の開始などが背景にあった。

## 航海遠略策の内容
長井の航海遠略策は、欧米諸国との紛争を避け、なし崩しのうちに開国しようとする幕府と、それを阻止し強硬に攘夷へ転換させようとする孝明天皇との対立から膠着状態に陥っていた現状を打破し、公武一和を模索するための献策であった。
長井が正親町三条実愛に差し出した建白書（後述）によれば、航海遠略策の大意は以下の通りである。
これを見る限り、夷を圧するという表現は頻出するものの、事実上の開国論であると言える。五大洲から進んで日本へ貢物を献ずるなど、いささか夜郎自大的な傾向はあるが、単純に外国人を排斥したり、条約を破棄したりするのではなく、通商で優位に立って外国を下すという気宇壮大さがあった。
海外と通商することで開国派を満足させる一方、諸外国を圧倒するとの表現で将来の日本の優位を謳い、自尊心を満たすことで、攘夷派にも十分受け入れられる思想であった（実際、攘夷思想を支持した孝明天皇さえも、日米和親条約締結を報告された際には、外夷に対して救恤（憐れみ）のために薪水を給与するという説明を受け、むしろ幕府の対応を褒めている）。また、朝廷の命令で幕府が航海を実行するという形式を取ることで、朝廷が幕府に大政を委任していることが改めて確認されており、尊王派にも公武合体派にも配慮した方針でもあった。
すでに同様の考えは佐久間象山や吉田松陰らも唱えており、破約攘夷派が多い長州藩内でも周布政之助や来原良蔵など、長井に賛同する者は少なくなく、周布の斡旋によって、これが長州の藩論となる。
ただし、長井の航海遠略策はあくまで大方針に過ぎず、実際にこれらの政策を実現するための体制変革などの計画には具体性を欠いており、多分に精神的な方針を示すに留まっていた。

## 長井雅楽の周旋と失敗
長州藩直目付であった長井雅楽は文久元年（1861年）3月（以下、日付はすべて天保暦）、藩主毛利慶親に対し、藩の政治活動方針として航海遠略策を建白した。長州藩要路は討議の結果、長井の建白を藩論として採用し、慶親の裁可の下、この方針で朝廷・幕府に対し周旋に当たるよう、長井に命じた。
同年5月12日に上京した長井は、議奏の権大納言正親町三条実愛に面会し、航海遠略策を建言。これに賛同した正親町三条は長井に書面での提出を求めた。建白書に目を通した孝明天皇もこの論に満足し、朝廷の了解を得た長井は、幕府要人への入説を命ぜられ6月には江戸へ下った。しかし、すでにこの頃江戸の長州藩邸では長井に反撥する空気が横溢していた。桂小五郎・久坂玄瑞ら吉田松陰系の尊王攘夷派藩士たちは、破約攘夷を主張しており、長井の策は勅許なしでの条約締結による開国を是認するものであり、天皇をおろそかにする政策だと主張した。そしてもう一つ、幕府がこれまでしてきたことを黙認する航海遠略策は、吉田松陰を処刑された松下村塾生にとって受け入れがたいものだったと考えられる。桂・久坂は周布政之助を説得し、反長井派に転じさせることに成功する。
一方長井は7月2日老中久世広周を説得、さらに8月3日には同じく老中安藤信正にも面会した。外様大名の陪臣である長井が朝廷や幕府要人の間を周旋するのは異例中の異例であったが、公武合体が進まず窮地に陥っていた幕府にとっては渡りに船の政論であったため、二人の老中は大いに賛同し、長井に引きつづき周旋を求めた。そこで長井は本格的な推進のため、萩に戻り藩主毛利慶親の出府を促した。この動きに対し、反長井派の周布・久坂は藩主出府を阻止しようとするが、無断で任地を離れた罪で逆に逼塞処分となる。しかし11月13日、江戸に到着した慶親は藩内の強硬な異論を鑑み、久世・安藤の要請にもかかわらず、航海遠略策に消極的な姿勢となってしまう。その一方で12月8日には、長井が幕府へ正式に航海遠略策を建白。翌文久2年正月3日、長井は中老に昇進する。ところが航海遠略策の推進役の一人であった安藤信正は坂下門外の変で失脚。孤軍奮闘の長井は、3月10日江戸を立ち京に上った。
しかし、すでに京都の情勢は前年とは様変わりしていた。薩摩藩主島津忠義の実父島津久光が兵を引き連れて上京し、攘夷運動を促進するという情報（実際には久光に攘夷の意志はなく、公武合体策と幕政改革の推進が目的であった）から、尊攘派の動きが朝廷においても活発化していたためである。3月18日、長井は正式に朝廷へ航海遠略策を建白するが、工作は失敗に終わった。さらに4月11日には久坂が藩重役に対し、12箇条からなる長井の弾劾書を提出している。藩論の分裂を恐れた毛利慶親は、長井に江戸帰府を命令。4月13日に島津久光が入京するのと入れ違うように、翌14日長井は京を退去した。
さらに久坂らの朝廷工作は続き、前年に長井が正親町三条実愛に提出した書面に現朝廷を誹謗した文言があると攻撃。これを受けて朝廷は5月5日、不快感を表す（謗詞一件）。長州藩は朝廷に謝罪するとともに6月5日長井の中老職を免じ、帰国させる。7月入京した毛利慶親は重臣と相談の末、長州の藩論を航海遠略策から破約攘夷へ転換することを決定。ここに至って長井の政治工作は完全に破綻した。幕府側で航海遠略策を支援していた久世広周も6月2日に罷免され、朝廷側でこれを主導した正親町三条実愛も翌年に権大納言・議奏を辞職に追い込まれている。
11月15日、長井は切腹を命じられ、翌文久3年（1863年）2月6日自害した。以後、長州藩は尊王攘夷の最過激派として、八月十八日の政変まで京都政局を主導することになる。しかしその後薩英戦争や四国艦隊下関砲撃事件などを通じて攘夷の不可能性が知れ渡り、開国が不可避となるに従い、航海遠略策の思想は歴史的役割を終えた。